# Estació de Machado
L'Estació de Machado és una de les estacions de la línia 3 del metro de València.
És una estació passant a la línia fèrria Rafelbunyol - València d'ample mètric. Aquesta estació es va construir l'any 1994 com a part del tram subterrani de la llavors nova línia Rafelbunyol - Albereda, inaugurada el maig de 1995, després del tancament del tram en superfície entre València-Pont de Fusta i Alboraia.
| Procedència/Destinació | <          | Línia | >                 | Procedència/Destinació |
| ---------------------- | ---------- | ----- | ----------------- | ---------------------- |
| Aeroport               | Benimaclet |       | Alboraia Palmaret | Rafelbunyol            |
| Riba-roja              | Benimaclet | ...   | Alboraia Palmaret | Alboraia Peris Aragó   |

## Situació
L'estació es troba al barri de Benimaclet de València, al bell mig del carrer Emili Baró al costat de la ronda nord. L'estació està situada al carrer Emilio Baró, sota terra. Allà s'aixequen les andanes a banda i banda de les vies. Dona servei a l'Estadi Ciutat de València.

## Accessos
- C/Emili Baró-C/Ismael Merlo
- C/Emili Baró-C/Sarcet
- C/Humanista F. Furió
- C/Emili Baró-C/Masquefa
- C/Emilio Baró-C/Ismael Merlo